# Adrián Annus
Adrián Annus (Hungría, 28 de junio de 1973) es un atleta húngaro, especialista en la prueba de lanzamiento de martillo, en la que ha logrado ser subcampeón mundial en 2003.

## Carrera deportiva
En el Mundial de París 2003 ganó la medalla de plata en lanzamiento de martillo, con una marca de 80.36 metros, quedando por detrás del bielorruso Ivan Tikhon y por delante del japonés Koji Murofushi (bronce).